# 湯田幸永
湯田 幸永（ゆだ こうえい、1937年〈昭和12年〉1月1日 - ）は、日本の政治家。元新潟県新津市（現・新潟市）長（3期）。

## 来歴
新潟県中蒲原郡新津町（のち新津市を経て、新潟市）出身。新潟大学農学部卒。卒業後は新津市役所に入り、企画調整課長、収入役などを務める。2000年の新津市長選挙に立候補し、初当選。2004年2月に再選。同年10月の市長選では無投票で三選を果たした。翌年新津市は新潟市と合併したため、最後の新津市長となった。